# Strikeforce: Fedor vs. Henderson
Strikeforce/M-1 Global: Fedor vs. Henderson foi um evento de artes marciais mistas promovido pelo Strikeforce, ocorrido em 30 de julho de 2011 no Sears Centre em Hoffman Estates, Illinois.

## Background
A luta planejada para ocorrer entre Rafael Cavalcante e Ovince St. Preux acabou sendo cancelada. 
Evangelista Santos estava originalmente escalado para enfrentar Tarec Saffiedine. Porém, Saffiedine, saiu da luta e foi substituido por Paul Daley. No entanto, Santos também teve que desistir após machucar-se durante os treinos. Saffiedine então foi colocado para enfrentar Scott Smith.
Roger Gracie também estava marcado para lutar com Muhammed Lawal no evento. Porém, a luta foi remarcada para 10 de Setembro de 2011 no Strikeforce: Barnett vs. Kharitonov após Gracie sofrer uma lesão.
Ronda Rousey e Sarah D'Alelio também estavam originalmente marcados para lutar no card, mas a luta foi movida para o Strikeforce Challengers: Gurgel vs. Duarte.
Lyle Beerbohm foi originalmente colocado para enfrentar Gesias Cavalcante, mas depois foi substituído por Bobby Green em 19 de Julho de 2011.
A luta entre Marloes Coenen e Miesha Tate era originalmente esperada para valer pelo Cinturão Meio Médio Feminino, mas foi renomeado Cinturão Peso Galo Feminino pela Zuffa para obter consistência com o nome da categoria na promoção.
Com a saída de Fedor Emelianenko do Strikeforce após esse evento, esse foi o último evento do Strikeforce a ser co-promovido pelo M-1 Global.
Esse foi o último evento do Strikeforce a contar com Gus Johnson nos comentários. O comentarista do Strikeforce Challengers Pat Miletich o substituiu na equipe de transmissão nos eventos seguintes, com Mauro Ranallo mudando para lance-a-lance completo.

## Resultados
^ a: Pelo Cinturão Peso Galo Feminino do Strikeforce.

## Ligações Externas
1. ↑  a[›]